# 深山和香
深山 和香（みやま わか）は、日本の漫画家、イラストレーター。女性。

## 作品リスト

### コミック
- 素敵探偵☆ラビリンス（若山晴司名義、原作：万城めいと、マガジンSPECIAL、全8巻）
- ロケットスターター（『good!アフタヌーン』02号 - 17号、good!アフタヌーン、全3巻）
- かのこ模様（『電撃大王ジェネシス』2010SPRING→『電撃大王WEBコミック』連載2014年4月10日、既刊1巻（続刊未定））
- 妖怪アパートの幽雅な日常（原作：香月日輪、『月刊少年シリウス』2011年7月号[1] - 2021年10月号[2]、ペルー編：2022年2月号[3] - 、既刊31巻）
- 週刊新マンガ日本史 26号 真田幸村（朝日新聞出版）

### イラスト
- アンリミテッド:サガ（著：篠崎砂美、ファミ通文庫、2003年、全2巻）
- BAD×BUDDY（著：吉田茄矢、富士見ミステリー文庫、2005年、全2巻）
- 西方遊撃記 めざめよ運命の環 （著：漲月かりの、角川ビーンズ文庫、2005年、全1巻）
- プリンセスはお年頃!（著：榊一郎、HJ文庫、2006年 - 2007年、全3巻）
- ぷりんせす・そーど（著：神野オキナ、GA文庫、2008年 - 2011年、全5巻）
- メル☆ザ☆クエーサー（著：考岡春之介、原案：藤島康介、キャラ☆メル→キャラ☆メル Febri連載、2009年 - 2011年）
- 超絶不運少女（著：石川宏千花、講談社青い鳥文庫、2011年、全3巻）
- 天空町のクロネ 知りたがりの死神見習い（著：石川宏千花、講談社青い鳥文庫、2012年、全1巻）

### その他
- コミッカーズアートスタイルvol.1（美術出版社）